# Делдерфилд, Рональд Фредерик
Рональд Фредерик Делдерфилд (англ. Ronald Frederick Delderfield; 12 февраля 1912 — 24 июня 1972) — английский историк, популярный писатель-романист и драматург, многие произведения которого были экранизированы и все еще широко читаются. Известен как автор романа «Приключения Бена Ганна».

## Биография
Рональд Фредерик Делдерфилд родился в Бермондси (Лондон) в 1912 году. Его отцом был Уильям Джеймс Делдерфилд (1873—1956).
Первая опубликованная им пьеса была поставлена в Бирмингемском репертуарном театре в 1936 году. На время службы в Королевских ВВС во время Второй мировой войны он приостановил свою литературную деятельность. Возобновил он её в 1950-х, написав несколько драм. После Делдерфилд решил сменить своё литературное направление, и в 1949 году был опубликовал свой первый роман, «Семь Гасконцев».
Делдерфилд известен также как автор исторических работ о Наполеоне и Наполеоновской эпохе.
Умер в 1972 году.

## Избранная библиография
- 1947: По всему городу
- 1949: Семь гасконцев
- 1956: Приключения Бена Ганна (дополнение к роману Стивенсона)
- 1958: Сон предместья (серия Avenue)
- 1958: Путь, ведущий на войну (серия Avenue)
- 1960: There was a Fair Maid Dwelling (combined with The Unjust Skies to form Diana, 1979)
- 1962: The Unjust Skies (combined with There was a Fair Maid Dwelling to form Diana, 1979)
- 1963: Mr. Sermon (also published as The Spring Madness of Mr. Sermon)
- 1964: Too Few For Drums
- 1966: A Horseman Riding By (published in the USA as two novels, Long Summer Day and Post of Honor)
- 1967: Cheap Day Return
- 1968: The Green Gauntlet (sequel to A Horseman Riding By)
- 1969: Come Home, Charlie, and Face Them (also published as Come Home, Charlie)
- 1970: God is an Englishman (Swann saga)
- 1972: Theirs was the Kingdom (Swann saga)
- 1972: For My Own Amusement (автобиография)
- 1972: To Serve Them All My Days
- 1973: Give Us This Day (Swann saga)
- 1979: Diana, see 1960; 1962

### Серии
- 1958: The Dreaming Suburb and The Avenue Goes to War belong to the «Avenue series»
- 1966—1968: A Horseman Riding By (published in the USA as two novels, Long Summer Day and Post of Honor) is part one of a series of which The Green Gauntlet forms part two
- 1970—1973: God is an Englishman, Theirs was the Kingdom, and Give Us This Day belong to the «Swann saga»

### Исторические произведения
- [www.livelib.ru/book/1000019783 Закат Империи]
- [www.livelib.ru/book/1000478862 Крушение империи Наполеона]
- [www.livelib.ru/book/1000478859 Маршалы Наполеона]
- [www.livelib.ru/book/1000478857 Наполеон. Изгнание из Москвы]